# Lajeosa do Mondego
Lajeosa do Mondego ist eine Gemeinde (Freguesia) im portugiesischen Kreis Celorico da Beira. In ihr leben 627 Einwohner (Stand 19. April 2021).